# Fiskales Ad-Hok
Fiskales Ad-Hok es una banda chilena de punk, cuya fecha de formación es aún discutida entre las fechas correspondientes al mes de septiembre de 1986 o febrero. Su formación inicial fue con Álvaro España en voz, Roly Urzúa en el bajo, "Polo" en la batería, "Cyril" en la guitarra y "Pogo" -el luego vocalista del grupo Los Peores de Chile- en la guitarra y voz.
Su álbum Fiesta fue incluido en la lista de los 50 mejores discos chilenos según la revista Rolling Stone.

## Historia
Fiskales Ad-Hok es una de las primeras bandas correspondientes al movimiento Punk chileno. Lo tarde que este movimiento se inició en Chile puede encontrar como explicación que desde 1973 Chile se encontraba bajo control de una dictadura militar, al igual que varios países de Latinoamérica. Bajo este clima de extrema tensión política y social es que este grupo se forja como una respuesta ante un gobierno autoritario. El nombre Fiskales Ad-Hok hace referencia a un cargo de la misma dictadura, el de «fiscal militar ad hoc», ocupado en ese momento por el general Fernando Torres Silva.
Tuvo su primera presentación en 1987 en la 1.ª Bienal Underground organizada por Vicente Ruiz. Este evento fue organizado en forma de tributo al vocalista del también grupo punk Los Dada, conocido por el apodo de «TV Star», quien era además el autor del nombre de la banda. En ese mismo año, Fiskales lanza su primer demo, con ayuda de Carlos Cabezas, titulado Matarratas, en donde se pueden encontrar los primeros registros oficiales de temas como «Estúpidos policías» y «Anarkia y rebelión». Durante estos años, la banda se ve enfrentada al problema de no poder contar con una formación estable, teniendo un intenso ir y venir de integrantes, en especial en la batería y la guitarra, sin poder solucionar este inconveniente hasta comienzos de la década de 1990.

### Consagración
En 1991, se logró al fin una formación estable con el ingreso a la agrupación del bajista argentino Marcelo Larralde «Víbora», quien cumplió funciones como guitarrista, y como nuevo baterista Michael "Micky" Cumplido.
La gran oportunidad para que Fiskales Ad-Hok se probara ante una gran audiencia llegó en 1992, cuando fueron teloneros en Santiago de Chile de la banda punk estadounidense The Ramones, durante su gira por Sudamérica. Este fue el punto de inflexión donde el grupo pasó a ser conocido por una gran cantidad de gente y no tan solo por los pertenecientes al reducido circuito de tocatas. Es así como las grandes compañías discográficas de Chile se vieron interesadas en Fiskales y les ofrecieron la oportunidad de grabar un disco al alero de un sello. No fue hasta 1993 que lanzaron al mercado su primer disco de estudio, el cual llevaba el mismo nombre que la banda, bajo el sello independiente Batuta Records. Este contiene 14 canciones con temas nuevos y de su anterior demo, incluyendo temas como «Ranchera», «Borracho», «Libertad Vigilada» y la versión de la banda chilena Los Prisioneros «Pa pa pa».
Para 1995, Fiskales Ad-Hok lanza un nuevo trabajo con varias novedades. Por una parte, este disco fue realizado bajo el sello Culebra Discos, filial de la discográfica multinacional BMG con el cual la banda no logró sentirse cómoda y la abandonó luego de esta experiencia. Por otro lado, en el disco titulado Traga la banda incluye una nueva temática más emocional, con temas como «No estar aquí», «Fuga» y «Eugenia», sin dejar de lado la dura crítica social, política y económica que los caracteriza, la cual se ve reflejada en «Río abajo» -en honor al pueblo mapuche- y «El circo», una abierta crítica a la clase política. 
En 1997, la agrupación decide fundar su propio sello independiente para solucionar el problema de encontrar espacios donde poder desarrollar su trabajo sin presiones de ningún tipo, además de sentirse cómodos con su ambiente de trabajo. Así nace el sello C.F.A (Corporación Fonográfica Autónoma), mediante el cual en 1998 lanzan el disco titulado Fiesta, siendo este trabajo el sindicado como el de mayor calidad de toda su discografía, lo cual les permitió concretar sucesivas giras incluso en Europa. Este disco cuenta con 15 temas entre los que se destacan «Caldo 'e caeza», «Fiesta», «Odio», «Al puerto», «Cuando muera» y «Resistiré» (versión cover del grupo español Dúo Dinámico), entre otros.

### Últimos años
En el año 2000, la banda graba un cover de La cultura de la basura, para el disco Tributo a Los Prisioneros. Meses después, la agrupación edita un nuevo material titulado Ahora. Esta vez corresponde a un disco registrado en vivo grabado en abril en el local «La Batuta». Este disco consta de 22 temas ya incluidos en sus anteriores trabajos, más dos bonus tracks, temas realizados en conjunto con la banda chilena La Pozze Latina. Es en este disco donde el baterista Rodrigo "Memo" Barahona hace su debut en la banda. Además este año realizan su primera gira europea, la que los lleva a 8 países (Alemania, Holanda, Bélgica, Suiza, Italia, Austria, República Checa y Polonia), donde tocan en un circuito de centros sociales y casas okupas, y logrando gran reconocimiento por parte de la escena punk europea.
En 2001, con motivo de la despedida de uno de sus integrantes apodado "Víbora", quien decide migrar a Europa, Fiskales Ad-Hok es invitado al programa radial "Raras tocatas Nuevas" de la radio emisora Rock and Pop filial chilena a realizar una presentación en directo. Entre los 18 temas que interpretaron, resaltan una gran cantidad de covers realizados por la banda que no se encuentran registrados en ningún disco, entre los cuales se puede nombrar "Let's Lynch the Landlord" (linchen al dueño del lokal) de Dead Kennedys, "Pet Sematary" original de The Ramones o también "Hybrid Moments" de The Misfits, destacándose también la participación de integrantes de otras bandas como Insurgentes, Yajaira y Hielo Negro. Cabe señalar que el guitarrista Álvaro 'Guardabosque' ya se había integrado a la banda antes de la partida de 'Víbora', por lo que esta presentación refleja el corto período en el cual la banda contó con ambos guitarristas.
El cuarto disco de estudio de la banda llega en 2001 bajo el nombre de Calavera, disco que con 20 nuevos temas mantiene la temática de los anteriores en cuanto a la lírica, no así en cuanto al sonido, lo que los lleva a no poder repetir del todo el éxito logrado con sus discos anteriores. Luego de este disco el grupo decide tomar un receso como banda para dedicarse a otros proyectos personales.
En 2004 se lanza un nuevo disco de compilación llamado Antología, siendo una mezcla de nuevas ediciones y grabaciones en directo de temas correspondientes a entregas anteriores, incluyendo además un video del tema "Fiesta". En este mismo año se estrena el documental "Malditos, la historia de los Fiskales Ad Hok", realizado por Pablo Insunza, que narra la historia de la agrupación desde sus primeros años, contando con el relato tanto de los distintos integrantes de la banda pertenecientes a todas las formaciones, como así también de gente cercana a la banda en especial de sus comienzos como Carlos Cabezas, Jorge González y Rolando Ramos, entre otros. La exhibición del filme documental en distintos festivales de cines logra ampliar aún más la popularidad de la banda. Además realizan su segunda gira europea, que esta vez los lleva también a Francia y España, donde logran mucho reconocimiento por la fuerza de sus letras.
En octubre de 2006 la banda comenzó a celebrar sus 20 años. La celebración comenzó con una nueva participación en el programa "Raras tocatas Nuevas" de la radio emisora Rock and Pop. En esta oportunidad la banda presentó 18 temas, incluidos algunos inéditos que posteriormente serán incluidos en su próximo disco. La celebración de los 20 años de la agrupación se realizó el 9 de octubre de 2006 con un multitudinario concierto en el cual participaron bandas invitadas como Curasbún, La Floripondio, Calibre 38 y la célebre banda argentina Dos Minutos.

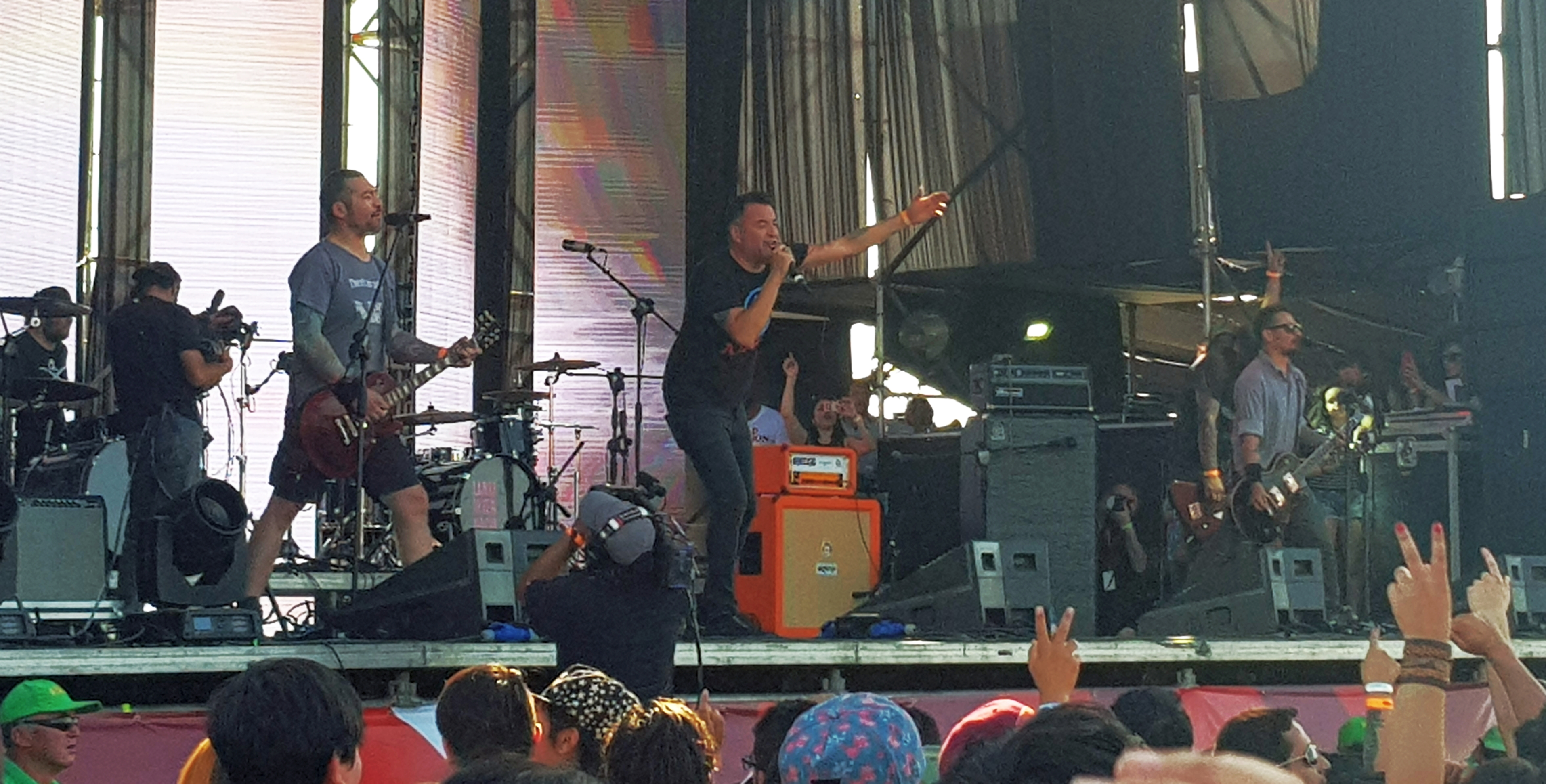
Fiskales Ad-Hok en la Cumbre del Rock Chileno de 2018.

En abril de 2007 se lanzó la quinta placa de estudio de Fiskales Ad-Hok Lindo Momento Frente Al Caos, un disco donde la temática del descontento social se mantiene vivo, agresivo como sus predecesores y muy bien estructurado en sus letras. El lanzamiento oficial se realizó el día 28 de abril en un concierto en donde se contó con bandas invitadas como La Floripondio, Entreklles, Asunto y el grupo argentino Espías Secretos. El día 15 de abril del mismo año la banda vivió otro hito en su carrera al encargarse de la apertura de uno de los tres escenarios del festival Vive Latino Chile 2007, el cual contó con un marco de público de 50.000 personas.
Durante 2008 Fiskales ad-Hok se dedicó a promocionar su DVD de la presentación en la que celebraron los 20 años de la banda. Además, comenzaron a trabajar en lo que serían dos nuevos álbumes: uno con canciones originales y otro solo con versiones de otros artistas, principalmente de asociados al punk y al new wave de fines de la década de los 70 y principios de los 80. Este último disco, titulado 12 debido a que trae esa cantidad de canciones, fue finalmente lanzado a mediados de 2009.
En octubre de 2009 y junto a los brasileños de Sepultura, telonean a Faith No More en el Estadio Bicentenario de La Florida.
El 10 de octubre de 2011 celebraron sus 25 años con un concierto en el Teatro Caupolicán junto a The Sore Losers, Doble Fuerza, La Floripondio, Curasbún, Chico Trujillo, Insurgentes y la mítica banda Los KK.
A finales del año 2012 la banda cayó en una disyuntiva: hacer un gran cambio o dejar de tocar. De esta manera es que optaron por la primera opción,  saliendo de la banda los guitarristas de la banda Álvaro 'Guardabosques' Rozas y Juan Pablo 'Mechita' Arredondo. Quienes a pesas de llevar más de 10 años siendo parte de la banda fueron reemplazados por Jaime Alarcón y 'Pollo', Provenientes de Curasbun y Mal Gobierno respectivamente.
Con esta nueva formación entran al estudio para grabar su nuevo disco denominado 'El Flagelo' bajo la supervisión de Sebastián Puente (Nuclear). Se espera que este disco vea la luz el año 2015. Además en forma paralela se lanza el libro 'Anarkia y Rebelión' escrito por Andrés Valenzuela.
El domingo 31 de marzo de 2019 tocaron en el festival Lollapalooza en una muy concurrida presentación. El show generó polémica ya que durante la presentación se mostró en la pantalla gigante unas ilustraciones de caras de distintos personajes políticos y religiosos chilenos atravesados por una lanza.
El 20 de febrero de 2025, por sus redes sociales anunciaron que entrarian en un receso no definido y que las fechas que tenían pendientes serían canceladas. No entregaron razones para esto.
Sin embargo, la banda emitió un nuevo comunicado a través de sus redes sociales anunciando el Sábado 29 de Marzo, que realizarían un único concierto de despedida el día lunes 31 Marzo en la Sala RBX, previo a sus compromisos adquiridos en Europa. Por lo tanto, el "receso no definido" se refería sólo a la cancelación de varias fechas en territorio nacional. No se sabe qué pasará con la banda una vez terminen su gira europea.
En el concierto del 31 de Marzo, se presentó en batería Eugenio Marín (Rama, Rey Chocolate, Viernes Muerto), no se dieron explicaciones por la ausencia del baterista Rodrigo "Memo" Barahona, quien lleva casi 25 años en la banda.

## Discografía
Álbumes de estudio
- Fiskales Ad-Hok (1993, La Batuta, Alerce)
- Traga (1995, Culebra, BMG)
- Fiesta (1998, CFA)
- Calavera (2001, CFA)
- Lindo Momento Frente Al Caos (2007, CFA)
- 12 (2009, CFA, The Knife)
- El Flagelo (2019, Pulpa)

EPs
- Por Fin Llegó El Indulto (1988)

Sencillos
- "El Canto" (2019)
- "Un Palo Sin Bandera" (2019)
- "Vienen por el Agua" (2020)

Álbumes compilatorios
- Antología (2004, CFA, GmbH)

Álbumes en vivo
- Ahora (2000, CFA)

## Videografía
DVDs
- La Historia de Fiskales Ad-Hok (2004, Puntociego)
- 20 Años (2008, CFA, Bootboys)
- 25 Años (2012, Cimio)